# セリア (ブルネイ)
セリア (Seria) はブルネイ・ダルサラーム国のブライト地区にある同国第3の町。正式名称はマレー語で「町」の意味を持つ「プカン (Pekan)」を冠したプカン・セリア (Pekan Seria) である。また、スリアとも表記される。
この記事においては、セリアの郊外にあるパナガオア（Panagaor、セリアの東にある、Kampong Panagaとも称する）、カンポン・バル（Kampong Baru、セリアの東）、アンドゥキ地域（Anduki、カンポン・バルの西、住宅計画で知られるローロン・ティガ・バラット通りに隣接する）についても記述する。ただし、同じセリア郡のバダス (Badas) はこの記事に含めないものとする。

## 町名の由来
旧称はマレー語で「野生鳩の野原」という意味のパダン・ベラワ (Padang Berawa) である。
現在の名称「セリア」は1929年にブルネイで初めて石油が発見された地域のすぐそばを流れる河川の名前に由来する。ただし、現地の人による公式文書には、「セリア川で発見されたと明記されており、それゆえこの地域がセリアとして知られるようになった」とある。

## 位置

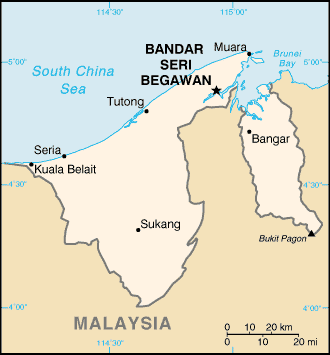
ブルネイの地図
セリアはブルネイの西部に位置する。

セリアはブライト地区のセリア郡 (Mukim Seria) にある。中心市街地は碁盤の目状の街路が整備され、北からテンガー通り (Jalan Tengah) とセリア・アレナ (Seria Arena)、東からローロン・サトゥ・バラット通り (Jalan Lorong Satu Barat)、南からボルキア通り (Jalan Bolkiah)、西からローロン・ティガ・バラット通り (Jalan Lorong Tiga Barat) が町に接続する。
町の面積は0.603km2である。
ブライト地区の行政庁所在地のクアラブライトは16km西にあり、道路網で結ばれている。同じくブライト地区にあるラビ郡 (Mukim Labi) はセリアの東にあり、首都のバンダルスリブガワンは100km北東にある。

## 歴史

### 戦前
最初の商業用の油田は1929年にセリア川 (Sungai Seria) 西岸のパダン・ベラワで見つかった。1932年から輸出が始まった。ブルネイには石油の積み出し設備がなかったので、石油はミリ (サラワク州)へパイプラインで送られ、そこから積み出された。この方式は石油危機の1972年まで続いた。
セリアの町は1936年、地方公共団体として官報に公示された。これまでセリアはクアラ・ブライト衛生局 (Kuala Belait Sanitary Board)、クアラ・ブライト行政当局の管轄下にあった。

### 戦中

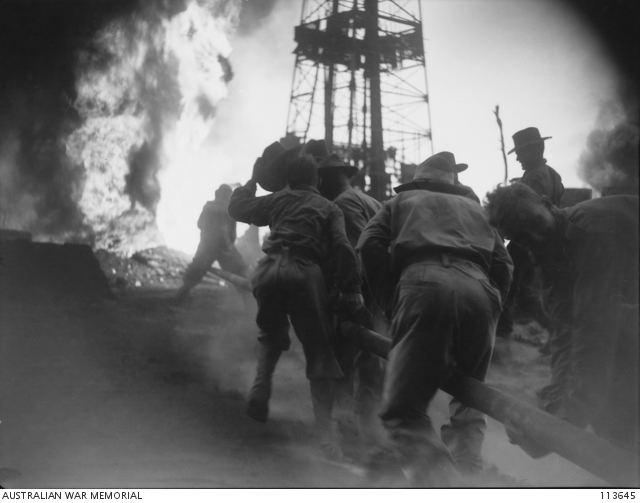
油井の消火活動を行うオーストラリア部隊

第二次世界大戦中、ボルネオ島への日本の侵攻軍が初めて上陸した地点がセリアであった。真珠湾攻撃から9日後の1941年12月16日4時40分頃に「川口支隊」が侵攻を開始した。支隊が見たのは、イギリス領マレーシア石油会社の従業員、パンジャブ第15連隊 (15th Punjab Regiment)第2大隊、イギリス陸軍王立工兵が行なった破壊作戦（Operation Denial）によって荒廃した油田であった。侵攻軍は石油掘削を継続し、油田を佐藤主任技師の下で速やかに復旧した。3年後には日本軍は生産量を戦前の水準までほぼ回復させた。日本の戦争機構に対する他の燃料供給源が閉ざされていったため、戦争の最後の6か月間には日本に供給される石油の大半がこの地の生産によるものとなった。
オーストラリアの解放部隊がムアラに上陸した1945年6月10日、作戦 "Ha-Go 2" によって日本の破壊活動が始まった。6月29日、オーストラリア第9師団がようやくセリアに到達した時には38か所で油井が炎上、建物や軍事拠点は破壊し尽くされて混迷を極めていた。8月17日にはアメリカの消防部隊（Patton and son）が到着したが、オーストラリア工兵隊の援助を受けた油田の従業員によりすでに26の油井が鎮火していた。そして11月までに生産が復活、12月11日に原油の輸出が再開した。

### 戦後

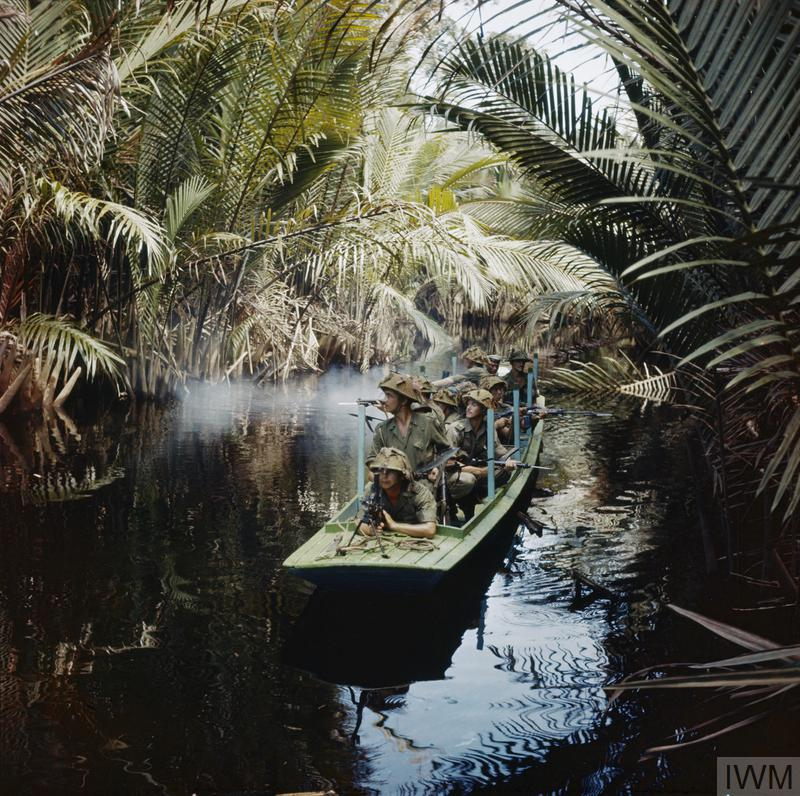
アザハリの反乱

セリアは1962年12月8日にイギリス陸軍に鎮圧された小規模な反乱の中心地の一つとなった。この事件は後にアザハリの反乱 (Brunei Revolt) として知られることとなった。
ブルネイ国王オマル・アリ・サイフディン三世の治世下で、現代的な商業施設がスルタン・オマル・アリ通り (Jalan Sultan Omar Ali) で活況を見せた。

## 郊外地域
他の自治体と異なり、セリア町にはカンポン（Kampong、「村」の意）がない。しかしながら、近隣のカンポンはセリアの郊外として機能しているため、ここで扱う。
- パナガはブライト地区の行政庁所在地クアラ・ブライトとセリアの中間に位置する。このカンポンには次の地域がある。
  - ウタラ通り (Jalan Utara) - ブルネイシェル石油の社宅や施設が集中し、外国籍の人が多い。ブルネイシェル石油本社やパナガ・クラブやブルネイシェル・レクリエーションクラブなどのクラブ（後述）が有名である。

- - テンガー通りのカナダ風住宅地区 - ブルネイシェルのカナダ風ログハウスが並ぶ。ログハウスの木材はカナダから輸入されたものである。
  - パナガ警察署とセコラー・レンダー・パナガ（パナガの小学校）界隈 - マレー人が多数派を占める地域で、パナガ中心街をなす。
  - イギリス軍直轄地 - パナガの西部に位置する。
  - セリア西北部 - セリア町とパナガ中心街の間にあり、イギリス陸軍隊員とブルネイシェル石油の従業員の双方の住宅がある。
- カンポン・バルはセリアの東にあり、ベラ川の左岸に位置する。主として中国人居住区である。日本人が整備した古い木製鉄道の廃線跡が残る。
- カンポン・ローロング・ティガ・セルタン (Kampong Lorong Tiga Selatan) は、不足する住宅を補うためにブルネイ政府が開発した新しい村である。セリアの南にあり、セリアバイパスに面している。カンポン・パーピンダハン・バル (Kampong Perpindahan Baru) はセリアの西にある同様の村である。
- サンゲイ・ベラはカンポン・バルの北、セリアの北西にある工業地域である。ブルネイ唯一の石油精製工場がある。

- アンドゥキはセリアとルムト (Lumut) の間 にあり、まばらに人が住んでいる。アンドゥキ飛行場とレクリエーション地区がある。
- カンポン・ペラコン (Kampong Perakong)
- カンポン・ジャバン（Kampong Jabang、別名: Kampong Setinggan） - セリアの南。

## 天然資源

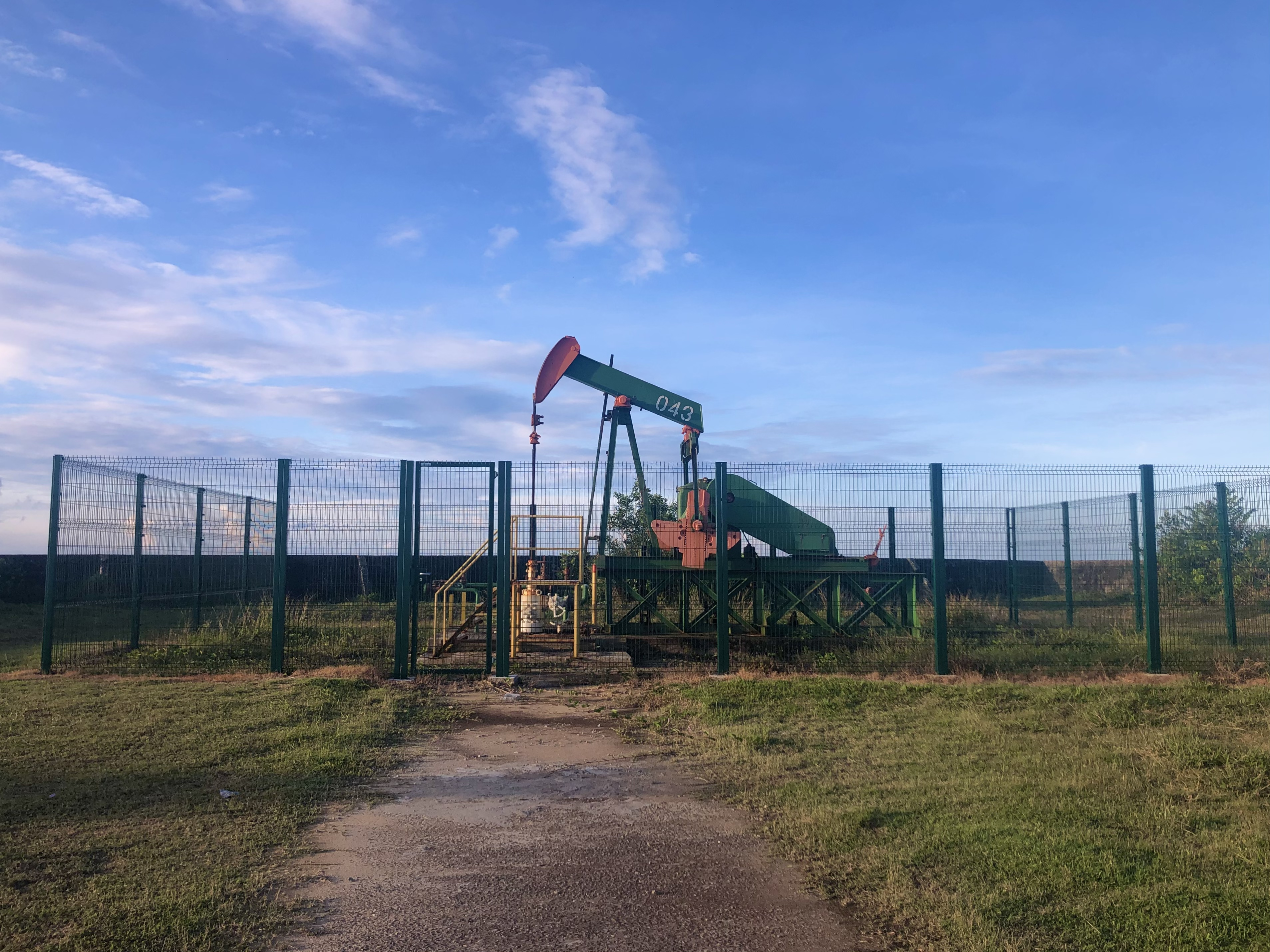
セリア油田のうなずきロバ

セリアはブルネイの石油産業の中心で、ブルネイで初めて発見された内陸油田のある町でもある。町はセリア平原 (Seria Field) の頂上にあり、油田は1929年に発見されて以来、第二次世界大戦中のオーストラリア軍と日本軍との攻防による短い休止期間を除いて現在まで操業を続けている。無数のうなずきロバ（nodding donkey、石油汲み上げ装置）が町中に見られ、非公式ながら町のシンボルとして扱われている。
報告書によると、1953年に主要な油井が突然噴出する事故があった。地中の割れ目を伝って液体の石油が自然に上昇、噴出したのが原因であることが後に判明した。この事故は、同じく不可避の自然災害であるジャワ島の泥火山の泥流と比較する論文の中で2006年から語られるようになった。
パナガに本社置くブルネイシェル石油株式会社 (BSP) は、石油や天然ガス産業に関する様々な施設をセリアに置いている。セリアの精製工場はサンゲイ・ベラの工場と共にブルネイ唯一のセリア原油ターミナル（Seria Crude Oil Terminal、略称：SCOT）、新ガス圧縮プラント (New Gas Compression Plant, NGCP)、新工業地域 (New Industrial Area, NIA) を形成する。ただし、サンゲイ・ベラの屋外水処理施設は、環境問題に対応するため現在は操業を停止している。

## 観光地

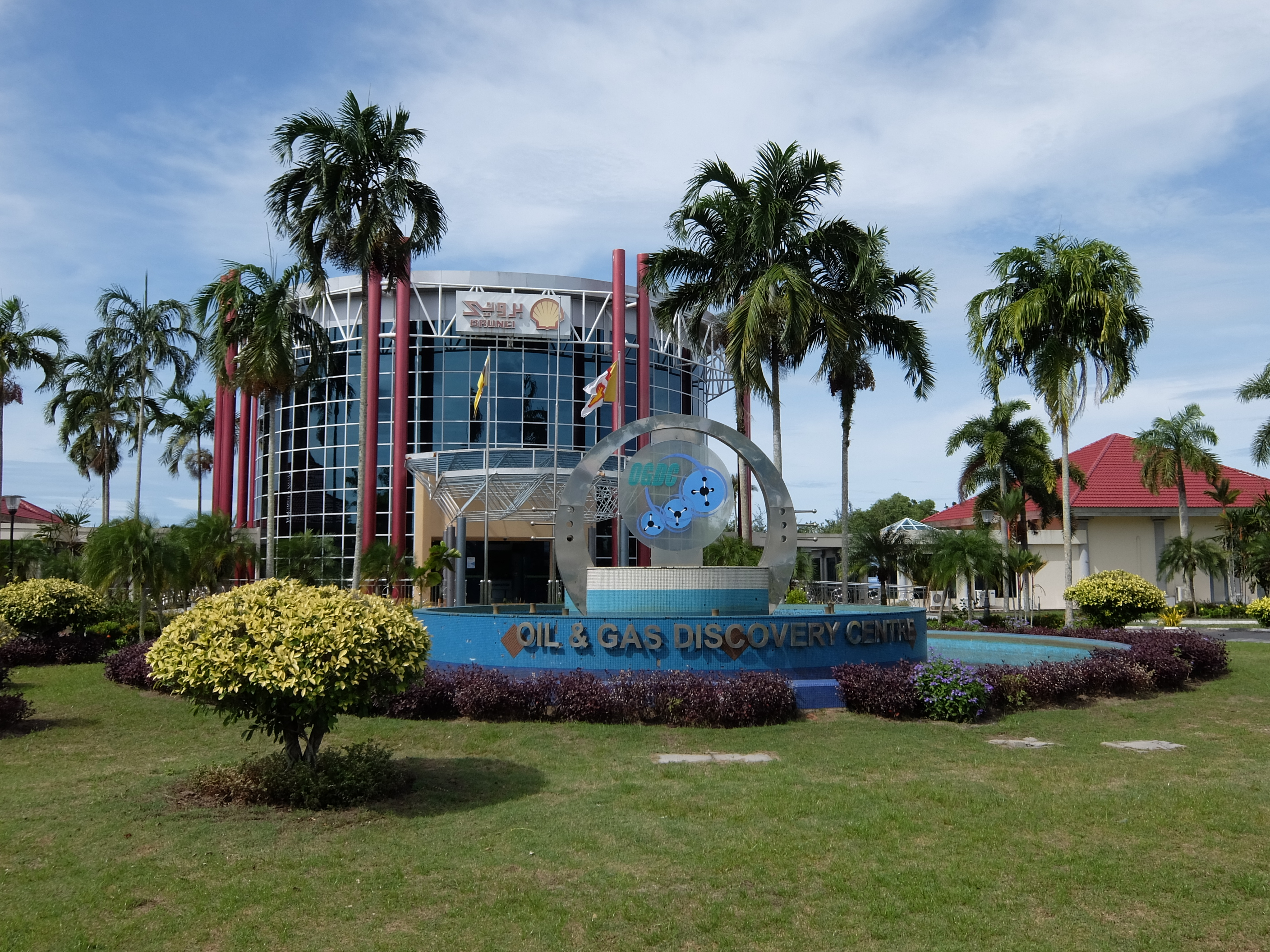
石油・ガス発見センター

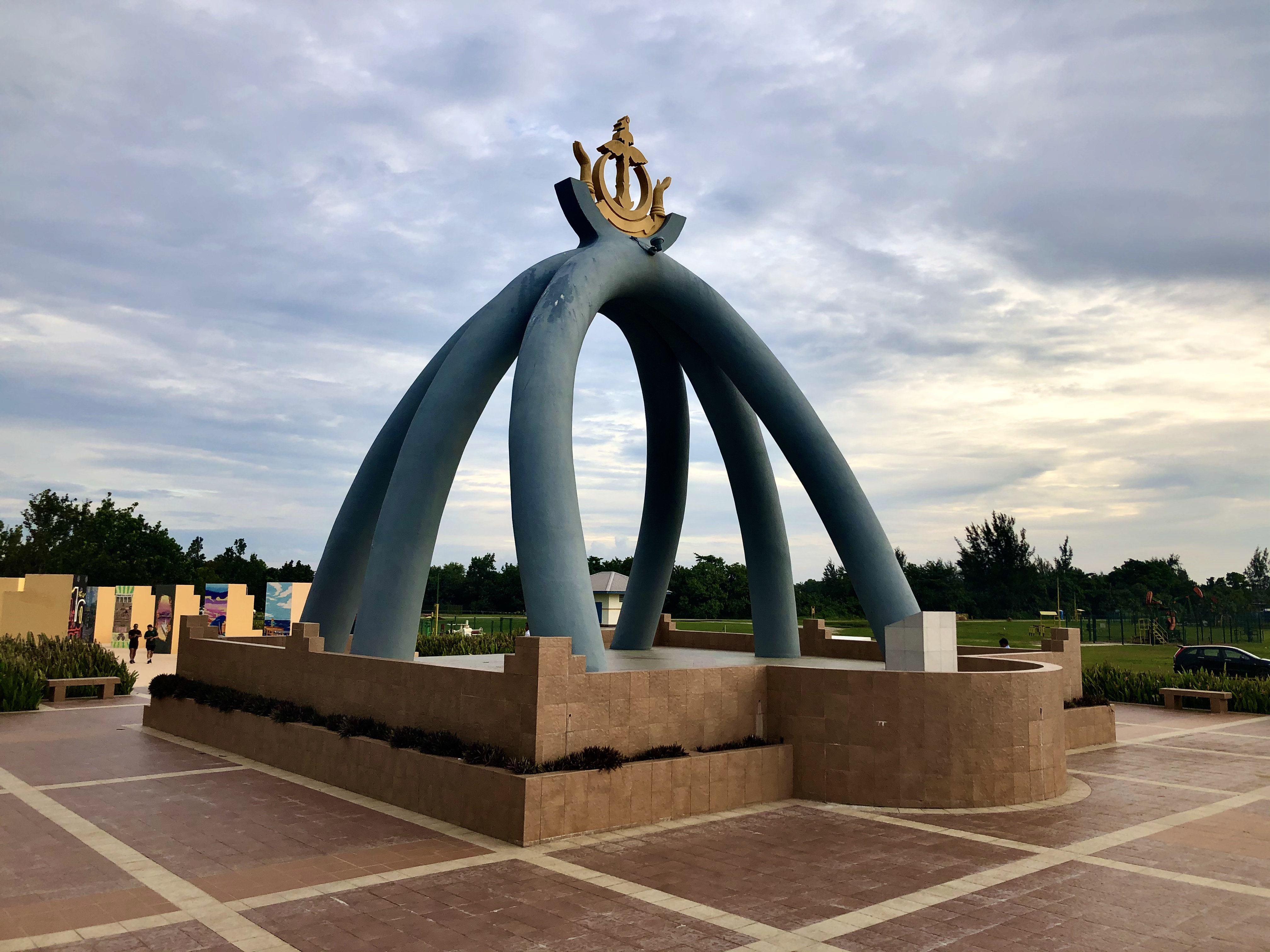
10億バレル記念碑

- セリアモスク (Seria Mosque) - ドーム状の建築様式を持つ、ブルネイ初のモスク
- 石油・ガス発見センター (Oil and Gas Discovery Centre, OGDC) - ブルネイシェル石油の運営する対話方式の博物館
- 10億バレル記念碑 (Billionth Barrel Monument) - セリア石油産出地帯で原油が10億バレル産出されたことを記念した碑
- うなずきロバのモニュメント - マウラナ通りとテンガー通りのラウンドアバウト（ロータリー交差点の一種）の「島」に設置されている。「うなずきロバ」とはセリアを象徴する石油掘削機の名前。
- 自由の像 - マウラナ通りとウタラ通りのラウンドアバウトに設置。
- サンゲイ・セリア三角江 (Sungei Seria estuary) - 渡り鳥の観察場としてはブルネイで最も優れた地区の一つ。
- サイチョウ生息地 - パナガは世界で唯一、人間とサイチョウが近接して暮らす地区となっている。

## スポーツとレクリエーション

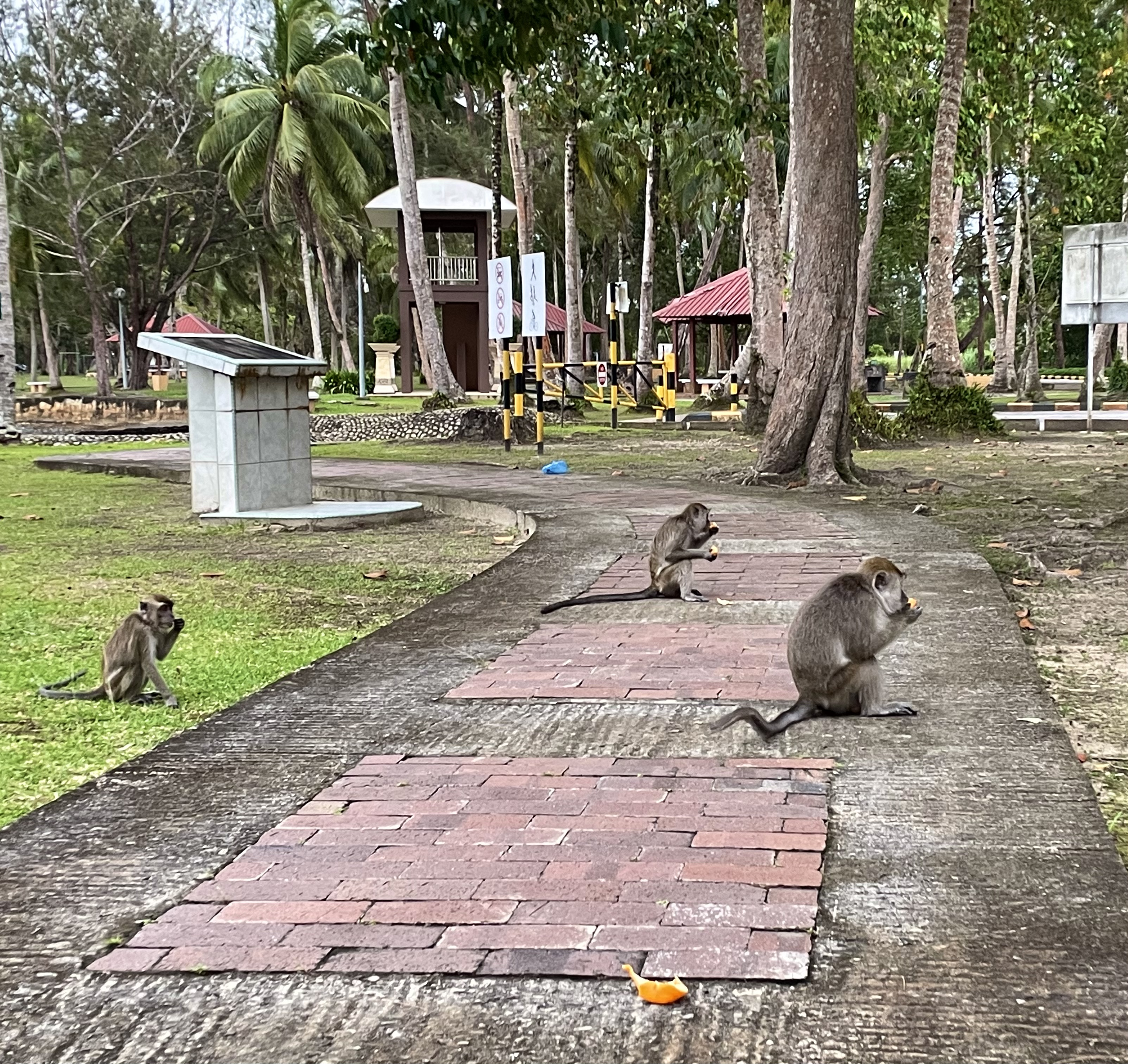
アンドゥキのレクリエーション公園

- 一般向けのレクリエーション施設としては、2つのカントリークラブくらいである。パナガ・クラブ (Panaga Club) には18ホールのゴルフコースがあり、ブルネイシェル・レクリエーションクラブには馬術競技場がある。
  - イギリス陸軍のブルネイ駐屯地 (British Military Garrison Brunei) 内には駐屯地所有のレクリエーション施設が整備されているが、一般には開放していない。

- 石油・ガス発見センターにはブルネイ唯一の映画館があり、ブルネイシェル石油が経営している。

- 釣りとウィンドサーフィンはアンドゥキ (Anduki) にあるレクリエーション記念公園 (Jubilee Recreation Park) で楽しめる。1992年にブルネイシェル石油の寄付により、ブルネイ国王と副国王が即位25周年を記念して開園したものである。

- NHL・ピッツバーグ・ペンギンズのクレイグ・アダムス (Craig Adams) 選手はセリアの生まれで、カナダ・アルバータ州カルガリーで育った。彼はスタンレー・カップをカロライナ・ハリケーンズのメンバーとして2006年に、ピッツバーグ・ペンギンズとして2009年に獲得している。

## 交通

### 道路
セリアのほとんどの道路は舗装がされている。しかしながら、すべての道路がダンプカーの通行による衝撃に耐えられる水準に達しているわけではない。主要な商店街をなすスルタン・オマル・アリ通りには商店のほか、他のオフィスビルも建ち並ぶ。
セリアはムモン (Mumong) とクアラ・ブライト方面からパナガを経由する西からの道路とルムト、ラビ、バンダルスリブガワン方面からサンゲイ・ベラとアンドゥキを経由する東からの道路の交点である。南からはセリアバイパスを通して住宅計画地区からの道路が伸びている。このセリアバイパスはクラア・ブライト西部のマレーシアとの国境付近からムアラに至る道路であり、セリア南部を通過する。
タクシー乗り場とバスターミナルはジャラン・スルタン・オマル・アリ通りとジャラン・ブンガ・ピナン通りの交差点の南東にある。タクシーの初乗り運賃は3.00ブルネイ・ドルで、旅行客はタクシーに乗る前にタクシー料金について交渉すると良い。バスは以下の3系統が運行している。
- クラア・ブライト行き - 一般のシャトルバス。昼食時間帯と夜間を除き、1時間に3本運行している。
- バンダルスリブガワン行き - 1時間に1本だが、最終便は午後3時10分発。
- サンゲイ・リアン (Sungai Liang) 行き - 不定時運行

※2007年3月現在

### 鉄道
現在、鉄道および軽便鉄道は通っていない。 
イギリス領マレーシア石油会社 (BMP) が戦前に整備した鉄道遺構や道床は現在も確認できる。この鉄道はセリアとサンゲイ・ブライトにあるバダス (Badas) を結んだもので、バダス揚水駅から水を供給するために整備されたものであった。

### 水上交通
海上および河川交通はセリアでは行われていない。最寄りの港はクアラ・ブライト、水深の十分ある最寄りの港はムアラにある。

### 航空
セリアに空港はないが、アンドゥキに飛行場が置かれている。アンドゥキ飛行場は主にブルネイシェル石油が海外との物資の輸送に使用している。
一般客向けの商業空港は、バンダルスリブガワンかマレーシア・サラワク州のミリ空港を利用することになる。ヘリポートはパナガ病院などセリア各地に整備されている。

## 教育

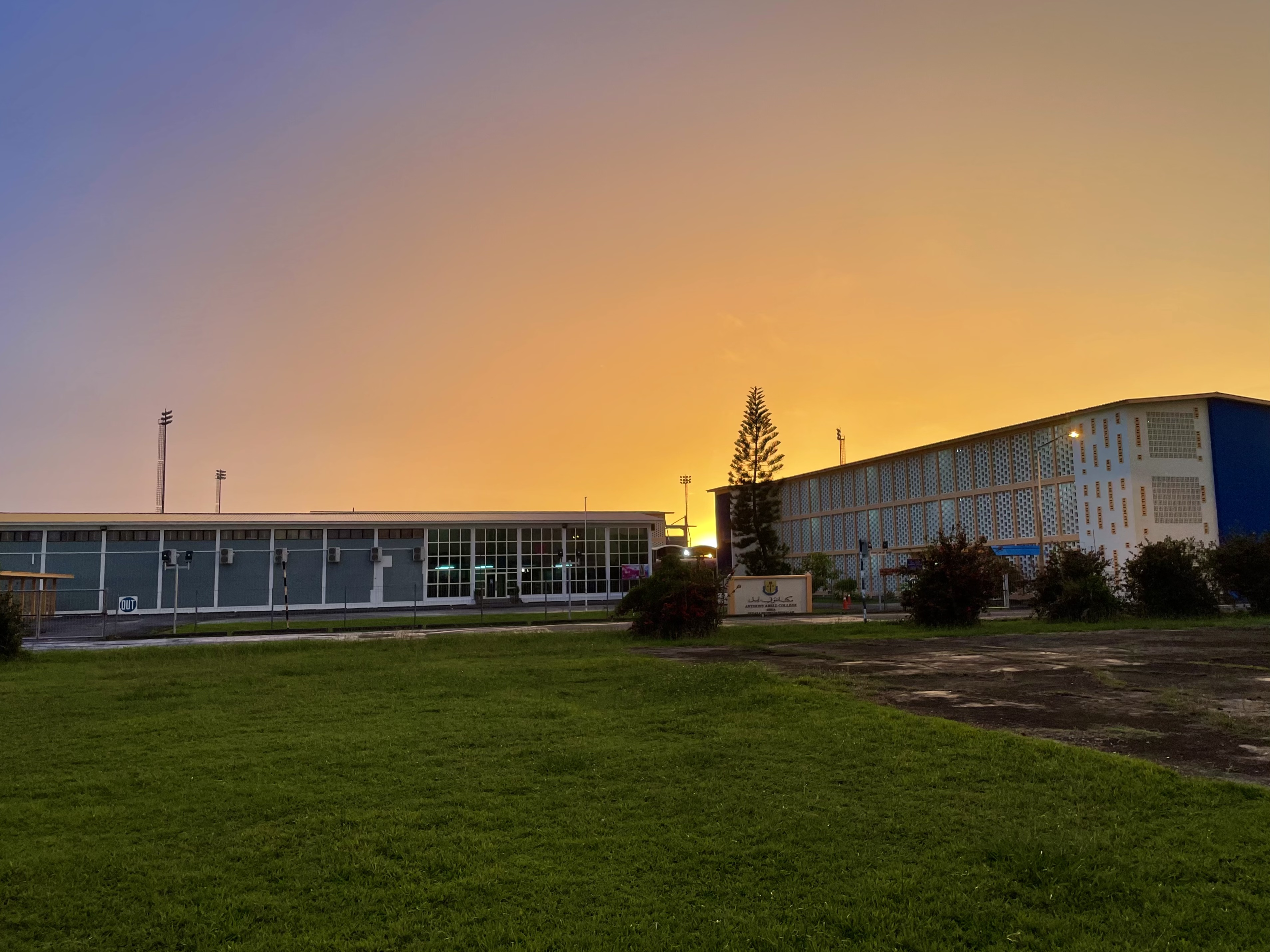
アンソニー・アベル・カレッジ

国立図書館のデワン・バハサ・ダン・プスタカ図書館セリア分館が置かれている。また、セリアには以下の学校がある。
公立
- Pengiran Anak Puteri Rashidah Sa'adatul Bolkiah Religious School （イスラム教宗教学校）
- Anthony Abell College
- Sultan Bolkiah Vocational School
- Pengiran Setia Negara Pengiran Mohd Yusof Primary School
- Panaga School
- Sekolah Rendah Panaga

私立
- Chung Ching Middle School（中国系）
- St. Angela's Mission School（カトリック系の女子校だったが統合により男女共学となる）
- St. Margaret's Mission School（英国国教会系のインターナショナル・スクール）

St. Michael's Mission Schoolはブルネイ初のイギリス系学校（私立男子校、カトリック系）であったが、生徒数減少により、2006年にSt. Angela's Mission Schoolと統合・廃校した。

## 共同墓地
アンドゥキ地区にはイスラム教の共同墓地がある。その規模は推定3,2000m2、25ブロックから構成される。1993年に開園し、4ブロック、220区画の墓地が利用されている。

## 出身著名人
以下はセリア生まれ、およびセリアで教育を受けた人物である。
- リム・ジョック・セン (Lim Jock Seng) - ブルネイ外務貿易省副大臣
- モハマド・ヤスミン・ビン・ハジ・ウマー (Mohammad Yasmin bin Haji Umar) - ブルネイ国防省補佐官
- モホド・ロザン・ビン・ダトゥ・パドゥカ・ハジ・モホド・ユノス (Mohd Rozan bin Dato Paduka Haji Mohd Yunos) - ブルネイ発展省終身大臣
- クレイグ・アダムス (Craig Adams) - NHL選手。ピッツバーグ・ペンギンズ所属。

マレーシアの前農業文部省大臣タン・スリ・ダントゥク・アマル・Dr・ハジ・スレイマン・ハジ・ダウド (Tan Sri Datuk Amar Dr Haji Sulaiman Haji Daud) は同国サラワク州出身であるが、政界に入る前にセリアの政府診療所で歯科医として勤務していたことがある。